# Vlag van Ivoorkust
De  vlag van Ivoorkust is een verticale driekleur, en toont drie gelijke banden, een oranje, een witte en een groene. Het oranje staat voor het land en zijn vruchtbaarheid, het wit stelt de vrede voor, en het groen staat voor hoop.
Deze vlag lijkt sterk op de vlag van Ierland en de vlag van Italië, in werkelijkheid is de vlag gebaseerd op de driekleur van Frankrijk, waar Ivoorkust vroeger een kolonie van was. 
De vlag werd op 3 december 1959 aangenomen.

## Geschiedenis
Het referendum van 1958 verving de Vierde Franse Republiek door de Vijfde Franse Republiek en verving tegelijkertijd de Franse unie door de Franse Gemeenschap, waarbij de meeste kolonies "autonome staten" werden, waaronder Ivoorkust op 4 december 1958. De nieuwe status maakte het voor het eerst mogelijk om een eigen vlag te gebruiken in plaats van de Franse vlag. De Franse commissaris stelde een rood-wit-blauwe vlag met sterren voor, maar de Ivorianen wilden een grotere afwijking van de vlag van de voormalige koloniale macht. De oranje-wit-groene vlag werd aangenomen bij wet nummer 59-240, aangenomen door de Ivoriaanse Wetgevende Vergadering op 3 december 1959, net voor de eerste verjaardag van de autonomie van het land.
Regeringsleider Félix Houphouët-Boigny riep op 7 augustus 1960 de volledige onafhankelijkheid van Frankrijk uit en de grondwetgevende vergadering kwam bijeen als constituerende vergadering om een nieuwe grondwet op te stellen. Augustin Loubao stelde voor om de oranje streep te veranderen in rood, als symbool van de bereidheid om bloed te vergieten om de nieuwe republiek te verdedigen. Andere wetgevers waren sterk gekant tegen elke verandering en de bestaande vlag werd behouden in artikel 1 van de grondwet die op 3 december 1960 werd aangenomen. De vlag werd behouden als artikel 29 van de grondwet van 2000 en artikel 48 van de grondwet van 2016.